# Drum național 54
Der Drum național 54 (rumänisch für „Nationalstraße 54“, kurz DN54) ist eine Nationalstraße in Rumänien.

## Verlauf
Die Straße beginnt in Turnu Măgurele, wo sie auf die nach Nordosten führende Drum național 52, die nach Osten führende Drum național 51A und die am Stadtrand nach Norden abzweigende Drum național 65A trifft. Die Straße verläuft nun in westlicher Richtung parallel zur Donau nach Corabia, von wo aus die Drum național 54A  weiterhin nach Westen und parallel zur Donau verläuft, wendet sich hier nach Norden und erreicht schließlich in Caracal die Drum național 6 (Europastraße 70), an der sie endet.
Die Länge der Straße beträgt rund 71 Kilometer.